# Adrian Goldsworthy
Adrian Goldsworthy, född 1969 i Penarth, är en brittisk militärhistoriker och författare. Han har bland annat skrivit boken Caesar: en biografi om Julius Caesar, som rosats av kritiker både i USA och England.